# 青岛基督教青年会旧址
36°03′55″N 120°18′56″E / 36.06528°N 120.31556°E
青岛基督教青年会旧址位于今中华人民共和国山东省青岛市市南区浙江路9号（含7号），建于1910年代，一些资料将其称为“张勋公馆”。曾先后为基督教青年会会址、青年中学、青岛教育学院校址。现为市南区一般不可移动文物。

## 历史
浙江路7号、9号建筑约建于1913-1914年，1913年地籍图记载此处地块属于华人买办石子元。
相当一部分资料称此处曾为清末民初政治人物张勋的公馆。青岛学者鲁海称张勋在中华民国政府成立时在青岛购地筑成公馆作为退路，曾在此暂居，并为筹备复辟与寓居青岛的恭亲王溥伟、前学部副大臣刘廷琛等联络。也有说法称张勋1917年购入此楼作为公馆。另有观点认为该建筑与张勋的联系尚无可靠资料佐证，众多说法可能仅来自坊间传说和猜测。
1931年秋，基督教青年会青岛分会购入该地作为新会址，该会1908年初创，1924年重建，曾在此举办公益慈善活动及学术讲座，设有俱乐部、图书馆、游艺社，作家老舍曾受邀在此演讲。1941年太平洋战争爆发后，该会活动停止。1946年8月，基督教青年会使用此处房产开办青年中学，1947年设初中5个班，有学生268人，教职员17人。1952年，青年中学改为山东省青岛第十二中学（今青岛外事服务职业学校），隶属于青岛市教育局，其后迁至太平路77号。
1954年，青岛教师进修学院始设于此，1970年撤销，恢复建制后于1981年由广饶路迁回浙江路校址。1983年改名为青岛教育学院，1987年迁至新校址。2000年，该建筑以“教育学院”之名列入第一批青岛市历史优秀建筑名单。该址2000年代曾为酒店。2007年，该建筑遭到违规翻修，因该建筑为历史优秀建筑，大规模改建应经文物局批准、规划局审批，但青岛市规划局、青岛市文物局均称不知情。2012年11月6日，该建筑列入市南区未核定为文物保护单位的不可移动文物（一般不可移动文物）名录。2015年，该建筑再次改造后改为养老院至今。

## 建筑特色
浙江路7号、9号由前后两座建筑组成，主楼坐北朝南，占地面积3308.68平方米，建筑面积3041.75平方米，砖木结构，地上2层，地下1层，有阁楼。正立面对称设计，花岗岩墙基，水刷墙，墙面开矩形条窗。主入口位于正立面中央，沿东西两侧8级石阶通往一层，上方二层为圆形敞廊，顶部起曲线山墙。东西转角设塔楼，塔顶为绿色盔顶，局部有花饰、石雕。屋顶为红瓦蒙莎屋顶，开方窗。楼内木板地面，层高约4米，门、窗、扶手等处雕刻花饰。
该建筑在复古样式中具有折衷主义色彩，比例协调，庄严气派，其布局构图与同时代建造的国民党青岛市党部大楼及后来建成的东莱银行大楼有相似之处。有观点认为该建筑从规模上看最初作为独户住宅的可能性不大，可能是旅馆或办公楼。
2007年翻修时，该建筑外墙雕花装饰全部被铲除，主入口门廊拆除改建，外墙涂成橘红色，屋顶原装的牛舌瓦改为板瓦，内部也经历了改建。